# Autoportrait avec palette
Autoportrait avec palette est un tableau réalisé par le peintre néerlandais Vincent van Gogh en 1889 à Saint-Rémy-de-Provence dans les Bouches-du-Rhône en France.
Cette huile sur toile est un autoportrait dans lequel l'artiste se représente en buste sur fond bleu, sa palette à la main. Passée par la collection privée de John Hay Whitney, l'œuvre est conservée depuis 1998 à la National Gallery of Art à Washington aux États-Unis.